# Hyacinthoides paivae
Hyacinthoides paivae là một loài thực vật có hoa trong họ Măng tây. Loài này được S.Ortiz & Rodr.Oubiña mô tả khoa học đầu tiên năm 1996.